# Opere di Jack Kerouac

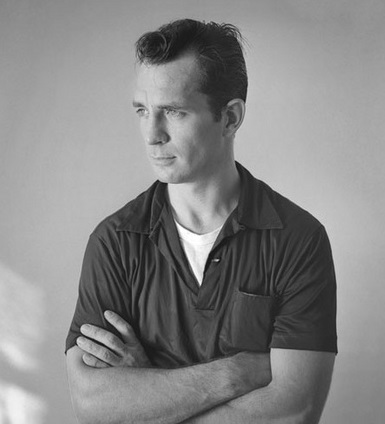
Jack Kerouac fotografato da Tom Palumbo, circa 1956

Questa è un elenco delle opere di Jack Kerouac (1922-1969), uno degli scrittori statunitensi più noti della beat generation.

## Narrativa
- The Sea is My Brother: The Lost Novel (1942; pubblicato nel 2011), trad. Michele Piumini, Il mare è mio fratello, 2012
- Orpheus Emerged (1944–45; pubblicato nel 2002), trad. Chiara Spallino Rocca, Orfeo emerso, 2003
- The Haunted Life and Other Writings (1944; pubblicato nel 2014), trad. Laura De Palma, La vita stregata e altri scritti, 2014
- And the Hippos Were Boiled in Their Tanks (1945; pubblicato nel 2008, con William S. Burroughs), trad. Andrew Tanzi, E gli ippopotami si sono lessati nelle loro vasche, 2011
- The Town and the City (1946–49; pubblicato nel 1950), trad. Bruno Armando, La città e la metropoli, 1981
- On the Road (1947–51; pubblicato nel 1957), trad. Magda de Cristofaro, Sulla strada, 1959; trad. Marisa Caramella, 2008
- On the Road: The Original Scroll (1951; pubblicato nel 2007, a cura di Howard Cunnell), trad. Michele Piumini, Sulla strada. Il rotolo del 1951, 2010
- La nuit est ma femme (febbraio-marzo 1951, in joual, scritto in francese e inedito in inglese).
- Visions of Cody (1951–52; pubblicato nel 1959 e per intero nel 1972), trad. Pier Francesco Paolini, Visioni di Cody, 1971
- Pic (1951 e 1969; pubblicato nel 1971), trad. Bruno Armando, Pic, 1980
- Sur le chemin (dicembre 1952, in joual, scritto in francese e inedito in inglese).
- Doctor Sax (1952; pubblicato nel 1959), trad. Magda de Cristofaro, Il dottor Sax, 1968
- Book of Dreams (1952–60; pubblicato nel 1960), trad. Vincenzo Mantovani, Il libro dei sogni, 1963; trad. Stefania Benini e Sabrina Ferri, 2002
- Maggie Cassidy (1953; pubblicato nel 1959), trad. Magda de Cristofaro, Maggie Cassidy, 1980
- The Subterraneans (1953; pubblicato nel 1958), trad. anonima, I sotterranei, 1960
- Tristessa (1955–56; pubblicato nel 1960), trad. Ugo Carrega, Tristessa, 1969; trad. Michele Piumini, 2012
- Visions of Gerard (1956; pubblicato nel 1963), trad. Magda de Cristofaro, Visioni di Gerard, 1980
- Desolation Angels (1965), trad. Magda de Cristofaro, Angeli di desolazione, 1983
- The Dharma Bums (1958), trad. Magda de Cristofaro, I vagabondi del Dharma, 1961
- Visions of Neal (Neal and the Three Stooges) (1957; estratto di Visions of Cody), trad. Roberto Fedeli, Neal e i tre Stooges, 1993
- Lonesome Traveler (1960), trad. Alessandro Gebbia e Sergio Duichin, Viaggiatore solitario, 1979; trad. Marta Baldocchi e Cettina Savà-Cerny, L'ultimo vagabondo americano, 2002
  - Piers of a Homeless Night
  - Mexico Fellaheen
  - The Railroad Earth
  - Slobs of the Kitchen Sea
  - New York Scenes
  - Alone on a Mountaintop
  - Big Trip to Europe
  - The Vanishing American Hobo
- Big Sur (1962), trad. Bruno Oddera, Big Sur, 1966; trad. Igor Legati, 2010
- Satori in Paris (1965), trad. Silvia Stefani, Satori a Parigi, 1968
- Vanity of Duluoz (1968), trad. Miro Silvera, Vanità di Duluoz, 1970
- Legend of Duluoz (1997; antologia), trad. Maria Giulia Castagnone, La leggenda di Duluoz, 1997

## Poesia
- Pull My Daisy (ultimi anni 1940; con Allen Ginsberg e Neal Cassady, poi in Scattered Poems)
- Mexico City Blues (1955; pubblicato nel 1959), trad. Carla Coppola, Carlo A. Corsi e Paola Fanzeco, Mexico City Blues, 1979
- The Scripture of the Golden Eternity (1956; pubblicato nel 1960), trad. Massimo Bocchiola, La scrittura dell'eternità dorata, 1998
- Scattered Poems (1945–68; pubblicato nel 1971), trad. Carlo Alberto Corsi, Poesie beat, 2006
- Book of Sketches (1952–57; pubblicato nel 2006), trad. Michele Piumini, Il libro degli schizzi, 2008
- Old Angel Midnight (1956; pubblicato nel 1973 e nel 2016), trad. Luca Guerneri, Vecchio Angelo Mezzanotte, 1999
- Trip Trap: Haiku on the Road from SF to NY (1959; pubblicato nel 1973, con Albert Saijo e Lew Welch)
- Heaven and Other Poems (1957–62; pubblicato nel 1977, antologia)
- San Francisco Blues (1954; pubblicato nel 1991); trad. Massimo Bocchiola, San Francisco Blues. 71 poesie, 1996
- Pomes All Sizes (1960; pubblicato nel 1992), trad. Massimo Bocchiola, L'ultimo hotel e altre poesie, 1999
- Book of Blues (1954–61); trad. Massimo Bocchiola, Il libro del Blues, 1995
- Book of Haikus (pubblicato nel 2003), trad. Silvia Rota Sperti, Il libro degli haiku, 2003
- Collected Poems (raccolta completa, 2012)

## Opere diverse
- Atop an Underwood: Early Stories and Other Writings (1936–43; pubblicato nel 1999), trad. Luca Guerneri, Stefania Gobbi e Marilia Maggiora, Diario di uno scrittore affamato. Racconti, articoli, saggi, 2000
- Good Blonde & Others (1955; pubblicato nel 1993), trad. Luca Guerneri, Bella bionda e altre storie, 1999
  - Introduction to The Americans
  - On the Road to Florida
  - The Great American Bus Ride
  - The Rumbling, Rambling Blues
  - Aftermath: The Philosophy of the Beat Generation
  - Lamb, No Lion
  - On the Origins of a Generation
  - Essentials of Spontaneous Prose
  - Belief and Technique for Modern Prose
  - On Poets and Poetics
  - Are Writers Made or Born?
  - Written Address to the Italian Judge
  - Shakespeare and the Outsider
  - Biographical Notes
  - Among the Fantastic Wits
  - Manhattan Sketches
  - Not Long Ago Joy Abounded at Christmas
  - Home at Christmas
  - The Beginning of Bop
  - Nosferatu [Dracula]
  - Ronnie on the Mound
  - Three for the St. Petersburg Independent
  - In the Ring
- The First Word
- What Am I Thinking About?
- Wake Up: A Life of the Buddha (1955; pubblicato nel 2008), trad. Silvia Piraccini, Il sogno vuoto dell'universo, 1996; trad. Tommaso Pincio, Il libro del risveglio, 2009
- Some of the Dharma (1954–55; pubblicato nel 1997)
- Beat Generation (1957; pubblicato nel 2005), trad. Sergio Altieri, Beat Generation, 2007
- The Portable Jack Kerouac (1995; antologia, a cura di Ann Charters)
- History of Bop (1996; antologia), trad. Silvia Ballestra, ( Scrivere bop. Lezioni di scrittura creativa, Milano, Mondadori, 1996,  p. 68, ISBN 9788804414810.)
- La Vie est d'hommage (raccolta degli scritti in francese 1950-1965; pubblicato nel 2016)
- The Unknown Kerouac: Rare, Unpublished & Newly Translated Writings (1946-1968; pubblicato nel 2016)

## Lettere, diari, interviste
- Dear Carolyn: Letters to Carolyn Cassady (1983; a cura di Arthur e Kit Knight)
- Selected Letters, 1940-1956 (1995; a cura di Ann Charters), trad. parziale Silvia Piraccini, Tuo, Jack. Lettere dalla Beat Generation, 1997
- Selected Letters, 1957-1969 (1999; a cura di Ann Charters)
- Windblown World: The Journals of Jack Kerouac (1947–54), trad. Sara Villa, Un mondo battuto dal vento, 2006
- Ted Berrigan, The Art of Fiction no. 41 (1968, su The Paris Review, n. 43), trad. Silvia Barlassina, Intervista con Jack Kerouac, 1998
- Michael White, Safe in Heaven Dead (1990; interviste)
- Conversations with Jack Kerouac (2005; a cura di Kevin J. Hayes, raccolta di interviste)
- Empty Phantoms: Interviews and Encounters (2005; a cura di Paul Maher, interviste)
- Departed Angels: The Lost Paintings (2004; a cura di Ed Adler)
- Joyce Johnson, Door Wide Open: A Beat Love Affair in Letters, 1957-1958 (2001; contiene lettere di Kerouac)
- Jack Kerouac and Allen Ginsberg: The Letters (2010; a cura di Bill Morgan)

## Discografia
- Poetry for the Beat Generation (1959; con Steve Allen; n. ed. con bonus track, 1999)
- Blues and Haikus (1959; n. ed. con bonus track, 1990)
- Readings by Jack Kerouac on the Beat Generation (1960; n. ed. con bonus track, 1990)
- The Jack Kerouac Collection (1990; cofanetto dei tre LP precedenti)
- The Jack Kerouac Romnibus (1995; a cura di Ralph Lombreglia e Kate Bernhardt, CD-ROM)
- Kerouac: Kicks Joy Darkness (1997; con musiche di Joe Strummer e tributi di Morphine, Lydia Lunch, Michael Stipe, Steven Tyler, Hunter S. Thompson, Maggie Estep, The Spitters, Richard Lewis, Lawrence Ferlinghetti & Helium, Allen Ginsberg, Eddie Vedder, Campbell 2000, Sadie 7, William S. Burroughs, Tomandandy, Juliana Hatfield, John Cale, Johnny Depp, Come, Robert Hunter, Lee Ranaldo, Dana Colley, Anna Domino, Robert Buck, Danny Chauvin, Patti Smith, Thurston Moore, Lenny Kaye, Warren Zevon, Michael Wolff, Jim Carroll, Matt Dillon, Joey Altruda, Joe Gonzalez, Inger Lorre, Jeff Buckley e Eric Andersen)
- Jack Kerouac Reads On the Road (1999; con musiche di Ted Fio Rito, Gus Kahn, Dan Russo, Richard A. Whiting, Harold Arlen, Johnny Mercer, David Amram, Bernie Hanighen, Gordon Jenkins, George Handy, Jack Segal e Tom Waits)
- Doctor Sax and Great World Snake: A Multimedia Experience (2003, narrato da Robert Creeley, musica di Graham Parker)

## Filmografia
- Pull My Daisy (1959) - regia di Robert Frank e Alfred Leslie
- La nostra vita comincia di notte (1960) - regia di Ranald MacDougall
- On the Road (2012) - regia di Walter Salles